# یو کو-هوا
یو کو-هوا (چینی: 俞國華؛ زادهٔ ۱۰ ژانویه ۱۹۱۴ – درگذشته ۴ اکتبر ۲۰۰۰) یک سیاست‌مدار اهل تایوان که از ۲۰ مه ۱۹۸۴ تا ۲۱ مه ۱۹۸۹ نخست‌وزیر این کشور بود.